# Тінатін Кавлашвілі
Тінатін Кавлашвілі (нар. 9 лютого 1987) — колишня грузинська тенісистка.
Найвищу одиночну позицію світового рейтингу — 479 місце досягла 19 травня 2008, парну — 764 місце — 9 травня 2016 року.
Здобула 2 одиночні та 1 парний титул.

## Фінали ITF

### Одиночний розряд: 3 (2–1)
| Результат | Ранг | Дата            | Турнір                 | Покриття | Суперниця     | Рахунок       |
| --------- | ---- | --------------- | ---------------------- | -------- | ------------- | ------------- |
| Перемога  | 1    | 6 червня 2004   | ITF Стамбул, Туреччина | Тверде   | Ірина Бремон  | 6–2, 1–6, 6–3 |
| Перемога  | 2    | 9 вересня 2007  | ITF Баку, Азербайджан  | Ґрунт    | Леся Цуренко  | 6–3, 6–4      |
| Поразка   | 1    | 16 вересня 2007 | ITF Тбілісі, Джорджія  | Ґрунт    | Татія Мікадзе | 6–1, 4–6, 5–7 |

### Парний розряд: 2 (1–1)
| Результат | Ранг | Дата            | Турнір                | Покриття | Партнерка        | Суперниці                         | Рахунок          |
| --------- | ---- | --------------- | --------------------- | -------- | ---------------- | --------------------------------- | ---------------- |
| Поразка   | 1    | 16 вересня 2007 | ITF Тбілісі, Джорджія | Ґрунт    | Сопія Шапатава   | Августа Цибишева Манана Шапакідзе | 1–6, 6–1, [8–10] |
| Перемога  | 1    | 21 червня 2015  | Telavi Open, Джорджія | Тверде   | Маріам Болквадзе | Marianna Natali Seira Shimizu     | 6–4, 7–5         |